# 少花二叶獐牙菜
少花二叶獐牙菜（学名：Swertia bifolia var. wardii）为龙胆科獐牙菜属下的一个变种。

## 扩展阅读
- 維基物種上的相關：少花二叶獐牙菜